# ФК Ерзу (Грозни)
„Ерзу“ (Грозни) е футболен отбор от Република Чечения, Русия, съществувал от 1992 до 1994 година.

## История
Историята на клуба започва през 1992 г., когато отборът му играе в Руска втора дивизия. В отбора личи името на Олег Фоменко, който по-късно е сред легендите на „Амкар“ (Перм). През 1993 г. чеченците се класират за 1 дивизия, зона Запад, като завършват на 3-то място. Сезон 1994 е изключително слаб за „Ерзу“, като завършват на 20-о място от 22 отбора, а през август отборът е разформирован поради началото на Първата чеченска война.
В първа дивизия отборът е изиграл 48 мача, като има 18 победи, 15 равенства и 15 загуби.